# Saïdeh Pakravan
 (juin 2016).
Saïdeh Pakravan, née en Iran dans une famille francophone, est une auteure franco-américaine de fiction, non–fiction, poète, critique de film et blogueuse politique.

## Biographie
Saïdeh Pakravan a longtemps partagé son temps entre l'Amérique et la France, pour finalement s'établir en permanence à Paris. Petite-fille d’Emineh Pakravan (fa), auteure d’études et de romans historiques, y compris Le Prince sans histoire (Prix Rivarol 1951) et appartenant à une famille de diplomates et de hauts fonctionnaires aux nombreux intérêts dont l’essentiel portait sur les livres, Saïdeh Pakravan se mit à lire à quatre ans. À dix-huit ans, elle écrivit en français son premier roman, Celle qui rêvait, et n’a cessé d’écrire depuis.
De 1994 à 2001, elle est rédactrice en chef d’une revue culturelle et politique en anglais destinée aux Iraniens de seconde génération d’exilés, Chanteh. S'ensuivront plusieurs romans et collections de nouvelles en anglais, ainsi que de nombreuses publications de poèmes, nouvelles, et essais dans diverses revues littéraires. En 2014 paraît son recueil de poèmes Entendu ce matin, suivi en 2015 du roman Azadi qui reçoit de nombreux prix et fera parler de l'auteure dans la presse. Son premier entretien apparaîtra dans Causette en janvier 2015. En avril 2015 l'auteure se voit décerner le Prix de la Closerie des Lilas. Dans une critique du roman Azadi publiée par la revue Eklektika en mars 2015 apparaît cette phrase: "Et pourtant malgré la répression, malgré les bains de sang, malgré la brutalité, malgré ce que l’occident considère une dictature, Saïdeh Pakravan parle de l’Iran avec quelque chose proche de l’amour ou du pardon".

## Œuvres
- Celle qui rêvait, roman (Horizons franco-iraniens).
- The arrest of Hoveyda, stories of the Iranian revolution, Mazda Publishers, 1998  (ISBN 156-8-591004).
- Entendu ce matin, recueil, Caractères, 2014  (ISBN 978-2-85446-538-9).
- Azadi, roman, Belfond, 2015  (ISBN 9782714460158).
- Le Principe du désir, roman, Belfond, 2017  (ISBN 978-2-7144-7094-2).

## Prix et distinctions
- 2015 : Prix Marie Claire du roman féminin
- 2015 : Prix Atouts-Sud
- 2015 : Prix LirEnThelle pour Azadi